# 真那胡敬二
真那胡 敬二（まなこ けいじ、1953年4月2日 - ）は、石川県出身の俳優。身長174cm。体重65kg。血液型はAB型。アンテーヌ所属。旧芸名は真名古 敬二。2003年より改名。

## 出演

### 映画
- 上海バンスキング（1988年） - ラリー
- 快盗ルビイ（1988年）
- ゴト師株式会社 ルーキーズ THE MOVIE（1999年） - 坂井
- カタルシス（2002年） - 由紀夫
- 美式天然（2005年） - マスター
- 空の境界（2013年）
- プラム・レイン

### テレビドラマ
- 十手人（2001年） - 太吉 役
- 相棒
  - 相棒 Season 4 第21話「桜田門外の変」（2006年3月15日） - 綿貫甚八 役
  - 相棒 Season 10 第6話「ラスト・ソング」（2011年11月23日） - 森脇孝介 役
  - 相棒 Season 16 第8話「ドグマ」（2017年12月6日） - 夏焼雅夫（九斗美商事社長） 役
- 青の時代（少年院の教官）
- 安楽椅子探偵と笛吹家の一族 - 琴村弦三 役
- 海猿
- 永遠の仔
- 黄金の犬 - 医師
- 神様のいたずら
- 貫太ですッ!
- 君といた未来のために 〜I'll be back〜
- 外科医 鳩村周五郎 - 百瀬刑事 役
- CONTROL〜犯罪心理捜査〜 - 社長
- こんな恋のはなし
- 殺人予告
- 14ヶ月〜妻が子供に還っていく〜
- ショカツ
- 身辺警護6 - 古屋刑事 役
- 探偵Xからの挑戦状! Season3 - 椎平実 役
- 十津川警部シリーズ38「愛と悲しみの墓標」（2007年4月2日） - 佐竹哲夫 役
- 二千年の恋
- はぐれ刑事純情派12 - 大橋良一、野中真介
- 非婚家族
- 弁護士猪狩文助
- 保護観察・少年A
- 真夏のメリークリスマス
- ミスDJ 殺しのリクエスト
- 水戸黄門
  - 第30部 第22話「神々の里の奇妙な話 -高千穂-」（2002年）- 仲畑右京
  - 第31部 第17話「民をあざむく仮面の怪人 -備中松山-」（2002年）- 柴崎典膳
  - 第32部 第16話「開かずの鍵が解いた謎 -白河-」（2003年）- 吉村兵助
  - 第33部 第14話「命を賭けたお調子者 -米子-」（2004年）- 大竹竜之進
  - 第39部 第14話「悪事をあばく今昔の恋 -宮崎-」（2009年）- 伊東祐由
  - 第42部 第22話「お命頂戴! 御老中 -江戸-」（2011年）- 藤井忠周
- 棟居刑事シリーズ4 - 江波戸大五
- やまとなでしこ - 旅行代理店店員
  - やまとなでしこ総集編 - 旅行代理店担当者
- 恋愛中毒
- 特捜9 Season5 第7話（2022年5月18日、テレビ朝日）- 磯村健 役

### 舞台
- アダムとイブ〜私の犯罪学〜/火あそび
- 阿呆劇・トゥーランドット姫
- イカルガの祭り
- イリス - 人形師
- エウメニデス
- オンディーヌ
- KASANE
- 騙り。
- KUNISADA 国定忠治
- コクーン歌舞伎・天日坊
- 桜と園
- さくらのそのにっぽん
- 三文オペラ
- 思案と知らん
- 時間ト部屋 DIE ZEIT UND DAS ZIMMER
- 地獄のオルフェ
- 上海バンスキング
- 十二夜
- ジョルジュ
- 城
- スカパン
- セルロイド
- セレブ気取り
- ソウル市民
- 黄昏のボードビル
- ティンゲルタンゲル
- 天日坊
- トゥーランドット姫
- 燈臺
- 時の物置
- 賑やかコーヒー店
- 泥リア
- 袴垂れはどこだ
- 白夜
- 橋からの長め
- 母アンナ・フィアリングとその子供たち
- ハムレット
- バルコン 革命夜話幻想館
- 広い世界のほとりに
- 二つの月曜日の思い出
- 星の王子さま
- マクベス
- ミレナ
- もっと泣いてよフラッパー
- もとの黙阿弥
- ヨサブロゥ
- 乱歩・白昼夢
- リア
- リア王の悲劇
- Little Voice
- ルル
- 地獄のオルフェウス
- 漂流劇・ひょっこりひょうたん島
- 仮面劇・預言者[2]
- 西に黄色のラプソディ[3]

### ラジオ
- 青春アドベンチャー
  - 獅子の城塞
  - ヘウレーカ（マルケルス）
  - 街
- 佐竹・林原の無法塾
  - 第Qの男 〜QはquestionのQ〜（パトリック・ダンディ）